# ワイオミング (ミシガン州)
ワイオミング（英: Wyoming）は、アメリカ合衆国ミシガン州ロウアー半島の南西部ケント郡の都市である。2010年国勢調査での人口は72,125 人だった。人口では西ミシガンで第3位、州内第14位の都市であり、郡区を含めた自治体の中では第18位である。グランドラピッズの郊外にあり、その郊外町の中では最大である。

## 概要
1832年、この地域はバイロン郡区の下に入植され組織された。1848年、その郡区が2分され、北半分が「ワイオミング郡区」となり、その後に併合や上下水道の論争があった後の1959年に市になった。1890年以降の国勢調査毎に人口が増加しており、特に2度の世界大戦の後は大きく増加してきた。

## 歴史
現在ワイオミング市となっている地域は1832年に設立され、郡内では最初期に入植された地域だった。その後の16年間で、バイロン郡区として法人化された。この時代、現在北西に隣接するグランドビル市となっている場所に、バック・クリークの水力を使った工場ができ、そこに人々が住み着いた。1848年、バイロン郡区が分割され、その北半分がワイオミング郡区となった。この名前はニューヨーク州ワイオミング郡から採られており、この地域の初期16年間にそこから大勢の住人が移って来ていた。この時期に、北にあるウォーカーの郡区がワイオミング郡区の北の小さな部分を併合した。そこはグランド川の北にあり、その土地を管理することが難しかったからだった。
その後の50年間で、ワイオミング郡区は緩りと成長した。郡区の北西にあるグランドビルの町が最も成長し、1884年にはグランドビルの村となり、1893年には郡区から分離された。グランドビルは市として法人化される1年前に、バイロン・センター・アベニューとアイバンレスト・アベニューの半分までを併合して、現在の領域の大きさまで拡大できた。50番通りから南にあるパンハンドル部のみがワイオミング郡区内に留まり、その部分をグランドビルに併合しようとした動きは失敗した。1870年、グランドラピッズ・アンド・インディアナ鉄道の駅周辺に「フィッシャーズ・ステーション」と呼ばれる町が発展した。1871年にはそこに郵便局ができ、1873年には区画割りが行われた。
次に開発の大きな波が起きたのは郡区の北東部だった。グランドラピッズ市が郡区の一部の併合を開始し、1891年にはディビジョンからクライドパーク、またホールからバートンまで1平方マイル (2.6 km2) を併合した。さらに1916年、バートンからアルジェまでとクライドパークからディビジョンまでの半マイル (800 m) を含む部分が併合された。その後の50年間でもさらなる併合の試みが行われたが、そのほとんどは失敗した。新しい北部地域の住人は主にグランドラピッズにある家具工場の労働者だった。この地域はアーバンデール地区と呼ばれシカゴ・ドライブにそってバートンから北に伸びていた。それより南はゲイルウッド地区と呼ばれ、ほぼクリーブランド・アベニューまで伸びていた。ゲイルウッドの西に成長した最後の地区はバーリンゲイムと呼ばれバーリンゲイム通りをそのメインストリートとしていた。この3地区は集合的にゲイルウッド・アーバンデール・バーリンゲイム、あるいはGUBと呼ばれた。この地区にはゴッドフライ・リーという郡区で初の教育学区ができた。2つの大きな開発が行われて、それがまた併合の試みを生じさせた。その最初のものはペレ・マーケット鉄道操車場であり、2つ目はケルビネイター工場だった。1939年、GUB地区はリーという名前で市にする提案があったが、失敗した。1949年にはグランドラピッズ市と統合する試みがあったが、これも失敗した。グランドラピッズ市による最後の併合の試みは1958年のことだったが、当時の郡区の教育学区から強い押しがあって、鉄道操車場の土地を確保できなかった。
ディビジョン板道にそって、2つの部分で大きな開発が起こった、その北側はゴッドウィン地区であり、その地域の教育学区と同じ名前を使った。そこはワイオミング郡区とパリス郡区で分割されることになった。その地区は上記のようにグランドラピッズ市による多くの併合の試みが行われたところだった。1950年代の郡は、郡空港をパリス郡区から現在の位置に移転する計画を立てていた。教育学区とワイオミング郡区は、そのために土地を活用することを求めた。グランドラピッズ市もその土地を欲しがり、闘争が始まった。この闘争の間の1958年にワイオミング郡区は新しい市に変わり、1959年にはその運営が始まった。その後の数年間、ワイオミング市からさらに3つの部分を併合する住民投票が行われ、その結果は空港のみがグランドラピッズ市に併合されることになった。ゴッドウィンハイツ公共教育学区は、前の部分が併合されてから1年も経たないうちに、パリス郡区の残っていた部分を市内に併合する住民投票を行っていた。1959年にはまた、地域の全領域を1つの市にする住民投票も行われたが、グランドラピッズ市以外の郡区や都市の全てで否決された。これら住民投票全ての結果として、州最高裁判所が空港と周辺の土地をワイオミング市に含める裁定を下したのが7月のことだった。ゴッドウィン地区が併合される主要候補になった主たる理由は、1936年に建設されたGMのフィッシャーボディ工場があることだった。

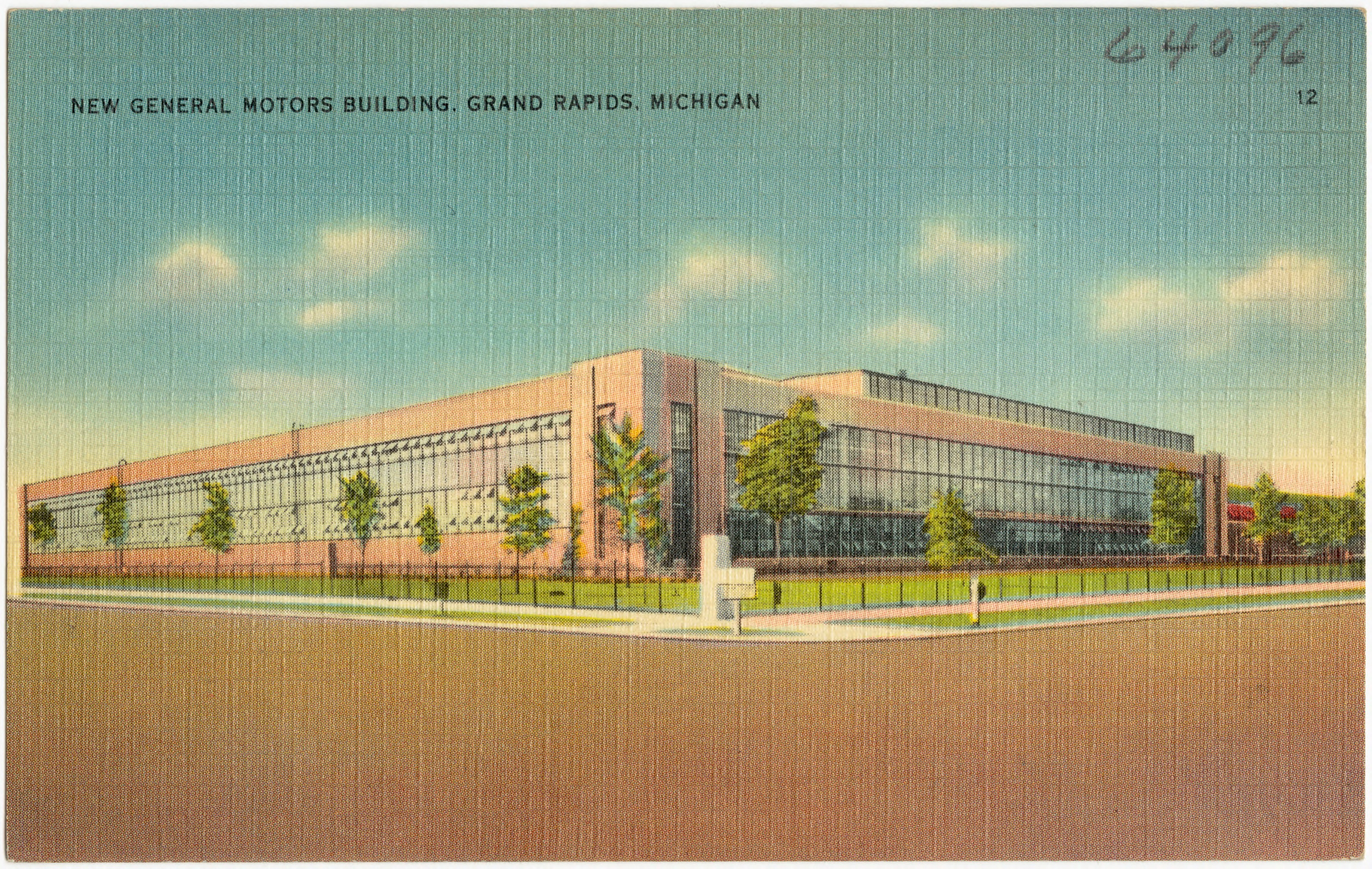
GMフィッシャーボディ工場（1936年）

ゴッドウィン地区の南はフィッシャーズ・ステーションだった。グランドラピッズ市からカラマズーまでの地域を走る鉄道と共に発展した。その後は衰退して、ホームエーカーズという名前で再生された。1931年、その地区はゴッドウィン地区と共にエマーソン村になる提案をしたが、住民投票で否決された。2度目にサウスグランドラピッズという名前で提案されたが再度失敗した。グランドラピッズから併合される恐れがなかったので、ケロッグスビルがワイオミング市とパリス郡区の間で分かれた教育学区となり、間もなくケントウッド市となった。
ワイオミングが市となるための住民投票は2回行われた。最初の投票は1956年であり、小差で否決された。投票の数週間前に、当時郡区が使っていた上水について「恐怖」を与える紙が送付され、グランドラピッズの方に併合されるべきと言っていた。当時の郡区は多くの住宅建設許可を出しており、水の必要性は多くの家屋所有者の心の中にあった。第2の投票は1958年に行われ、1,442票差で承認された。
その後の10年間、ワイオミング市は幾つかのプロジェクトを立ち上げた。最初のプロジェクトはゴミをバック・クリークとグランド川に投棄することに関して、州から上げられた問題に対応するためにゴミ処理場を作ることだった。次のプロジェクトはホランドに浄水場を完成させることであり、ワイオミング市にはそこからパイプラインを引いた。最後のプロジェクトはコンプリート・ストリート・プロジェクトだった。これらプロジェクトで当時の市の形を作り上げた。その後の新しい開発は28番通りプロジェクトであり、国内はもちろん、州内では最初期の屋内型モールを作ることだった。その後は、ゴードン・フーズが拡張を行い、GMフィッシャーボディ工場が閉鎖され、メトロ病院が市の南端に移転し、グランドビルのリバータウン・クロッシングズ・モール周辺の新開発が、ワイオミング市パンハンドル部の開発を促進させていることである。

## 地理
ワイオミング市はグランドラピッズ市の南西、グランド川の南に位置している。グランドビル市とオタワ郡のジョージタウン郡区が西にある。バイロン郡区が南に、ケントウッド市が東にある。 アメリカ国道131号線が市の東端を通り、 州間高速道路196号線がグランド川にそって南西から北東に向かって走っている。新設のミシガン州道6号線（ポール・B・ヘンリー・フリーウェイ）は市の南側を走り、州間高速道路196号線と国道131号線および州間高速道路96号線を繋いでいる。ミシガン州道11号線は市の北側を東西に走っており、これも州間高速道路196号線と国道131号線および州間高速道路96号線を繋いでいる。
アメリカ合衆国国勢調査局に拠れば、市域全面積は24.87平方マイル (64.41 km2)であり、このうち陸地24.64平方マイル (63.82 km2)、水域は0.23平方マイル (0.60 km2)で水域率は0.92%である。

## 気候
ワイオミング市はスノーベルトの端部にあり、ミシガン湖からの湖水効果による雪がよく降る。ミシガン湖はワイオミングより東の地域を通常よりも暖かく保つこともある。過去最高気温は6月の102°F (39 ℃)、最低気温は1月の-22°F (-30℃) である。日照率は46%、年間を通して気温が65°F (18 ℃)以上となるのは43%である。気温が氷点以下となる確率は約40%である。
| ワイオミングの気候 | ワイオミングの気候 | ワイオミングの気候 | ワイオミングの気候 | ワイオミングの気候 | ワイオミングの気候 | ワイオミングの気候 | ワイオミングの気候 | ワイオミングの気候 | ワイオミングの気候 | ワイオミングの気候 | ワイオミングの気候 | ワイオミングの気候 | ワイオミングの気候 |
| 月                 | 1月                | 2月                | 3月                | 4月                | 5月                | 6月                | 7月                | 8月                | 9月                | 10月               | 11月               | 12月               | 年                 |
| ------------------ | ------------------ | ------------------ | ------------------ | ------------------ | ------------------ | ------------------ | ------------------ | ------------------ | ------------------ | ------------------ | ------------------ | ------------------ | ------------------ |
| 平均最高気温 °F    | 30                 | 32                 | 42                 | 57                 | 69                 | 79                 | 83                 | 81                 | 73                 | 61                 | 46                 | 34                 | 57.3               |
| 平均最低気温 °F    | 16                 | 17                 | 25                 | 36                 | 46                 | 56                 | 60                 | 59                 | 51                 | 41                 | 31                 | 21                 | 38.3               |
| 雨量 inch          | 2.0                | 1.5                | 2.6                | 3.5                | 3.0                | 3.6                | 3.5                | 3.4                | 3.7                | 2.8                | 3.3                | 2.6                | 35.5               |
| 降雪量 inch        | 20.2               | 11.9               | 10.0               | 3.0                | 0                  | 0                  | 0                  | 0                  | 0                  | .7                 | 7.7                | 18.1               | 71.6               |
| 平均最高気温 °C    | −1                 | 0                  | 6                  | 14                 | 21                 | 26                 | 28                 | 27                 | 23                 | 16                 | 8                  | 1                  | 14.1               |
|                    | −9                 | −8                 | −4                 | 2                  | 8                  | 13                 | 16                 | 15                 | 11                 | 5                  | −1                 | −6                 | 3.5                |
| 雨量 mm            | 51                 | 38                 | 66                 | 89                 | 76                 | 91                 | 89                 | 86                 | 94                 | 71                 | 84                 | 66                 | 902                |
| 降雪量 cm          | 51.3               | 30.2               | 25.4               | 7.6                | 0                  | 0                  | 0                  | 0                  | 0                  | 1.8                | 19.6               | 46                 | 181.9              |
| 出典：Weatherbase  |                    |                    |                    |                    |                    |                    |                    |                    |                    |                    |                    |                    |                    |

## 人口動態

### 2010年国勢調査
以下は2010年国勢調査による人口統計データである。
| 基礎データ - 人口: 72,125 人 - 世帯数: 26,970 世帯 - 家族数: 18,128 家族 - 人口密度: 1,130.2人/km2（2,927.2人/mi2） - 住居数: 28,983 軒 - 住居密度: 454.2軒/km2（1,176.3 軒/mi2） 人種別人口構成 - 白人: 75.8% - アフリカン・アメリカン: 7.2% - ネイティブ・アメリカン: 0.6% - アジア人: 2.8% - その他の人種: 9.6% - 混血: 3.8% - ヒスパニック・ラテン系: 19.4% | 年齢別人口構成 - 18歳未満: 27.1% - 18-24歳: 10.5% - 25-44歳: 29.9% - 45-64歳: 23.5% - 65歳以上: 9% - 年齢の中央値: 32歳 - 性比（女性100人あたり男性の人口） - 総人口: 97.2 世帯と家族（対世帯数） - 18歳未満の子供がいる: 37.2% - 結婚・同居している夫婦: 47.1% - 未婚・離婚・死別女性が世帯主: 14.4% - 非家族世帯: 32.8% - 単身世帯: 25.6% - 65歳以上の老人1人暮らし: 7.3% - 平均構成人数 - 世帯: 2.66人 - 家族: 3.22人 |

### 2000年国勢調査
以下は2000年国勢調査による人口統計データである。
| 基礎データ - 人口: 69,368 人 - 世帯数: 26,536 世帯 - 家族数: 17,540 家族 - 人口密度: 1,096.8人/km2（2,840.1 人/mi2） - 住居数: 27,506 軒 - 住居密度: 434.9軒/km2（1,126.2 軒/mi2） 人種別人口構成 - 白人: 84.32% - アフリカン・アメリカン: 4.85% - ネイティブ・アメリカン: 0.59% - アジア人: 2.92% - 太平洋諸島系: 0.04% - その他の人種: 4.70% - 混血: 2.59% - ヒスパニック・ラテン系: 9.66% | 年齢別人口構成 - 18歳未満: 28.0% - 18-24歳: 10.9% - 25-44歳: 33.7% - 45-64歳: 18.0% - 65歳以上: 9.4% - 年齢の中央値: 31歳 - 性比（女性100人あたり男性の人口） - 総人口: 97.5 - 18歳以上: 95.0 世帯と家族（対世帯数） - 18歳未満の子供がいる: 35.7% - 結婚・同居している夫婦: 49.6% - 未婚・離婚・死別女性が世帯主: 12.0% - 非家族世帯: 33.9% - 単身世帯: 26.6% - 65歳以上の老人1人暮らし: 7.4% - 平均構成人数 - 世帯: 2.60人 - 家族: 3.19人 | 収入と家計 - 収入の中央値 - 世帯: 43,164米ドル - 家族: 50,002米ドル - 性別 - 男性: 35,772米ドル - 女性: 25,482米ドル - 人口1人あたり収入: 19,287米ドル - 貧困線以下 - 対人口: 7.3% - 対家族数: 5.1% - 18歳未満: 8.8% - 65歳以上: 6.9% |

## 政治

### 市政府
ワイオミング市は、市政委員会・マネジャー方式の政府を採用している。市長は選挙で選ばれ、市マネジャーは任命職である。2016年時点の市長はジャック・ポールであり、2009年に元市政委員のロジャー・ヘインズを破って初当選した。市政委員会は6人の委員で構成され、そのうち3人は全市を選挙区に選ばれ、残り3人は3つの小選挙区から各1人が選ばれる。委員会の会合は毎月第1および第3月曜日に市役所で開催される。各月第2月曜日にワーク・セッションが開催される。

## 施設

### ユーティリティ
市は市民の大半に上下水道サービスを提供している。電力はコンシューマーズ・エナジー、天然ガスはDTEエナジーが配給している。ごみ収集は家屋所有者が個別に契約しており、法により郡の焼却炉を使う必要があるが、庭ゴミ収集場も運営している。電話とケーブルテレビはAT&Tとコムキャストが運営している。携帯電話の運営会社は多くの通信塔で支持されている。

### 警察
ワイオミング警察は1848年の設立であり、毎年4月に選出される4人による警察隊が、1941年12月12日までワイオミング郡区の法と秩序を維持していた。
ワイオミング郡区警察署は1941年12月12日に設立された。常勤警官が3人いた。警察署が構成されたときは警官であり、親しみを持って「ワイオミング・カウボーイズ」と呼ばれていた。バートン通りとゴッドフライ通りの角にある郡区役場の中に、縦横15フィート (4.5 m) の警察署があった。この時代、警察は25,000人の住人を守り、603回の呼び出しに応えていた。
1940年代半ば、警察署はバートン通り1263の事務所、現在はコージー小売店がある場所に移転した。1948年11月、郡区役場がバートン通りからベルトライン通り（現在市役所がある場所）に移転した。警察署は郡区役場の一角を占めていた。
1959年1月1日、ワイオミング郡区が市になった。その結果、ワイオミング郡区警察署の警官17人はワイオミング市警察署の署員になった。
2013年、ワイオミング市警察署と同消防署が、元警察署本部ビルでその管理事務所を統合し、新しくワイオ民公衆安全部となった。

### 医療
2007年9月30日、メトロ・ヘルス病院がグランドラピッズ市南東部から、ワイオミング市の南中部に移転してきた。グランドラピッズ市中心街にあるスペクトラム・ヘルス病院やセントメアリーズ病院と共に、救急医療のための小さなセンターを維持している。

## 対外関係

### 姉妹都市･提携都市
- 彰化市（中華民国 彰化県)

## 経済
2000年時点で、ワイオミング市内には10種類の産業がある。製造業が30%、小売業16%、教育・医療・社会サービス15%、その次に来る5産業で6%、交通・倉庫・ユーティリティで3%となっている。製造業は西ミシガンでは最大規模である。自動車部品、産業機械、商業印刷、プラスティックス、食品加工、電子部品、工具と型、コンクリート部材、消防車が製造されている。
グランドビル市で、旗艦店6店が入るショッピング施設リバータウン・クロッシングズ・モールが開発され、それに関連する開発が続くと、ワイオミング市の主要な小売業が店を畳んだ。例えば長年営業してきたロジャーズ百貨店、その後継店、ロジャーズ・プラザの多くのテナントだった。1999年、ワイオミング市は中心街開発局を結成し、市が事業を維持させる助けになることを目指したが、このプロジェクトは成功せず、経済的な衰退が続いている。

### 主要雇用主
ワイオミング市の2011年包括的財務報告書に拠れば、市内の主要雇用主は次の通りである。
| 順位 | 雇用主                               | 従業員数 |
| ---- | ------------------------------------ | -------- |
| 1    | メトロ・ヘルス病院                   | 2,284    |
| 2    | ゴードン・フード・サービス           | 961      |
| 3    | ユナイテッド・パーセル・サービス     | 800      |
| 4    | ワイオミング公共教育学区             | 615      |
| 5    | ベントラー                           | 508      |
| 6    | デルファイ                           | 500      |
| 7    | シナージス                           | 500      |
| 8    | カントリー・フレッシュ               | 419      |
| 9    | ミシガン・ターキー・プロデューサーズ | 385      |
| 10   | ワイオミング市                       | 335      |

## 教育

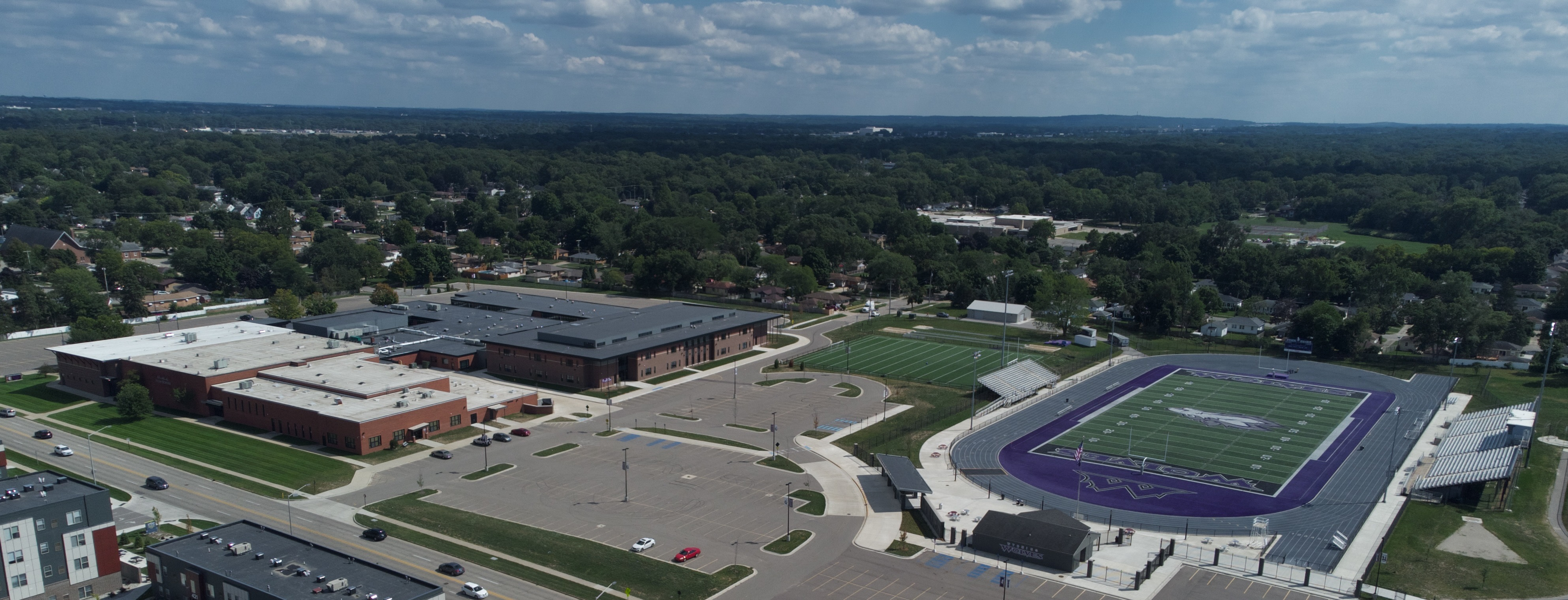
ワイオミング高校

現在のワイオミング市には教育学区が5つある。市の南西のパンハンドル部はグランドビル公共教育学区が、中央部はワイオミング公共教育学区が、南東部はケロッグスビル公共教育学区が、北東部はゴッドウィンハイツ公共教育学区が、最後に北部はゴッドフライ・リー公共教育学区が管轄している。
これた5つの教育学区の中で、グランドビル公共教育学区のみは学校舎の過半数が市内に無い。他の4学区を合わせて小学校15校のうちの13校、中学校4校のうちの3校、高校4校が入っており、ゴッドフライ・リー公共教育学区は中学校と高校を組み合わせたものがある。
グランドラピッズ市中心街にはグランドラピッズ・コミュニティカレッジがある。市の北西にあるアレンデール郡区にはグランドバレー州立大学がある。ランシング、ビッグラピッズ、カラマズーにも大学がある。もっと近くで、ホランド市にあるホープ・カレッジ、カレドニア郡区にはダベンポート大学、グランドラピッズ市の東側にカルビン・カレッジとアキナス・カレッジもある。グランドラピッズ市北東側のコーナーストーン大学や、南西側にグレイス・バイブル・カレッジもある。プロテスタント改革派神学校は、ワイオミング市アイバンレスト・アベニュー4949にある。

## 交通

### 公共交通
ワイオミング市はグランドラピッズ市に本拠を置く都市間交通共同企業体、通称ラピッドの一部となっている。全部で26系統のバス便を運行しており、そのうち市内では8系統が通っている。現在はアメリカ合衆国運輸省が、この地域の新しい交通体系のかなりの部分の資金を出している。市の東側にあるディビジョン・アベニューにそって、市の南端から中心街に走らせている。バス急行輸送システムであり、市内には停留所が5か所しか計画されていない。この新線もラピッドが運営する。

### 主要高規格道路
- ミシガン州道6号線、市の南縁を東西に走る。市内には小部分のみが入っている
- ミシガン州道11号線、市の中央部を東西に走る
- アメリカ国道131号線、市内を南北に走る
- 州間高速道路196号線、市内の西側と北側を走る
- 州間高速道路196号線産業環状線、市内中心部の西から北東に走り、シカゴ・ドライブと呼ばれる

## 芸術と文化
ワイオミング市内には21の公園があり、その総面積は約665エーカー (2.69 km2) となり、多様な活動機会を提供している。市の公園部は近年、市内の公園を再開発することに活動的だった。多くの公園が再建され、新しい装置や設備が加えられた。市内の人口密度が高い地区近くに新設された小さなスケートボード公園など、新しい施設も幾つかある。市内や地域前代の高齢者の活動を支援する高齢者センターも作った。公園と共に、廃線となった鉄道跡を自転車道に転換するケント・トレイル体系も整備された。これは複数の自治体政府が共同して行う事業となっている。ワイオミング公園体系に追加された最新のものは市内最北端のマーケット公園に隣接するドッグ公園である。民間資本による公園であり、登録された会員の利用に限られている。
2002年、新しいワイオミング公共図書館が建設され、市が所有し、ケント地区図書館システムが運営している。床面積は48,950平方フィート (4,548 m2)、蔵書などは112,046項目を越えている。このシステムの中にある支所も含めて高い利用率を誇り、2009年には670,842件が参照され、延べ439,599人が訪れた。住民の約76%が施設利用券を保持している。図書館の中にはワイオミング歴史委員会が入っており、市の歴史に関する情報を提供している。この歴史委員会の部屋と共に、視覚障碍者のための図書室や画廊も併設している。
2005年から、ワイオミング・ケントウッド商工会議所が28番通りメトロ・クルーズを開催している。グランドビルのウィルソン通りと28番通りの角を出発点に、カスケード郡区を目的地とする15マイル (24 km) のコースである。このクルーズは8月の最終週、金曜日と土曜日に開催される。

## 出身･関連著名人
- クリス・ケイマン – NBAバスケットボール選手、ニューオーリンズ・ホーネッツ他